# Comuna Baires
La Comuna Baires è un gruppo di teatro indipendente  che nasce dal Centro Dramatico Buenos Aires fondato da Renzo Casali, Liliana Duca e Antonio Llopis il 5 maggio 1969 a Cortada de San Lorenzo, San Telmo, Buenos Aires; Baires è uno dei soprannomi della città.

## Teatro indipendente argentino
Il Teatro indipendente argentino era un movimento organico composto da più di 1500 gruppi teatrali, nato dalla costola del Teatro del Pueblo di Leónidas Barletta, maestro autodidatta della libertà, il quale, in uno scantinato umido di Buenos Aires e impelagato nei fatti del 1930, anno del Primo Golpe militare, decise che il teatro doveva ricominciare da dove era partito: dagli emarginati del mondo.

## Riferimenti storico-culturali
La memoria delle esperienze partiva da lontano, si agganciava al teatro medievale, ed alla commedia dell'arte con la sua concezione dello spazio unico e dell'attore-persona, abitante permanente di quello spazio, circolare e orizzontale, dove gli occhi di chi assisteva potevano incontrarsi con quelli di chi agiva: il Cerchio medievale, ossia la democraticità dell'evento teatrale.

Continuava con Artaud, il primo poeta delle verità espresse dal corpo da quell'attore-persona che, per libera decisione, sceglieva di vivere la condizione di appestato creativo. In quel modo gesti, parole e azioni diventavano uniche, inevitabili e fisiche, dolorosi container, zeppi di rivelazioni.

## Poetica
La Comuna Baires nasce rifiutando il teatro borghese. 
Presentare, quindi, e non più rappresentare. L'attore si presenta in quanto uomo. Consapevole che per parlare della società - e alla società - è più che sufficiente esprimere sé stessi: dimenticando la società e lo spettatore. Per comunicare qualcosa d'importante allo spettatore occorre dimenticarlo. Se è vero che lo spettatore è l'elemento terminale di una ricerca, allora si merita il meglio. E per non ipotizzare i desideri o i bisogni del pubblico, l'attore offre sé stesso: le sue certezze, i suoi dubbi, i suoi limiti e le sue potenzialità umane e creative.

## Attività
Fin dal 1970 Comuna Baires ha presentato i propri lavori teatrali in tournée in diversi paesi del mondo: Argentina, Cecoslovacchia, Cuba, Danimarca, Finlandia, Francia, Germania, Irlanda, Italia, Lussemburgo, Perù, Polonia, San Marino, Scozia, Svezia, Svizzera, Uruguay, Yugoslavia. 
Ha partecipato a numerosi festival internazionali di teatro, e tenuto seminari per attori, autori e registi in Europa e America Latina.
Comuna Baires ha fondato e gestisce, fin dal 1977, la Scuola Europea di  Teatro Cinema e Scrittura con sede a Milano, struttura pedagogica per la formazione tecnica di: Attori, Registi (Cinema e Teatro), Autori teatrali, Sceneggiatori, Scrittura Creativa, Arteginia, Laboratorio per Bambini e Cromografia. Utilizza la metodologia (The Method - Il Sistema) di Kostantin Sergeevič Stanislavskij, Vsevolod Mejerchol'd e William Layton (con riferimento specifico all'Actor's Studio di New York di Lee Strasberg). Non ha mai usufruito di sovvenzioni e/o finanziamenti pubblici.
Dal 1995 Comuna Baires ha creato e dirige Editori della peste, piccola casa editrice indipendente e autogestita dal Laboratorio Permanente di Scrittura Creativa, specializzata in pubblicazioni di Teatro (Drammaturgia e Testi formativi), Cinema (Sceneggiatura) e Narrativa (Racconti e Romanzi).

## Opere di teatro
1. 1960 Cocheria Bambi
2. 1963 Vendo mi casa
3. 1964 Ficoseneles
4. 1966 Cuento para la hora de acostarse
5. 1967 Los hipocondricos
6. 1968 Bachi
7. 1969 Maximiliano diez años después
8. 1970 Water closet
9. 1971 La Peste
10. 1972 Francisco y Maria
11. 1973 Washington
12. 1975 Weber
13. 1977 West
14. 1977 I Rosenberg
15. 1978 Wisconsin
16. 1979 Waterloo
17. 1980 Wagneriana
18. 1981 Wumanciu
19. 1982 L'apocalisse privata del sottosegretario agli Esteri
20. 1982 Wuenosayres
21. 1982 Pitt&Sball
22. 1983 Carmen Strasse
23. 1983 Woody
24. 1983 Crania
25. 1983 Filos Sofic
26. 1984 Poiret
27. 1984 Ella ed Egli
28. 1984 Condominio
29. 1984 Omnibus
30. 1984 L'analista
31. 1984 Tristano ed Eloisa
32. 1984 Sei amici al bar
33. 1984 Giuda
34. 1984 Cavalli a dondolo
35. 1984 L'Incontro
36. 1984 Caino e Abele
37. 1984 Gigio della cyclette
38. 1984 Best & Teda
39. 1985 Andy
40. 1985 Prova d'attore
41. 1985 La scena
42. 1985 Antonio Artò
43. 1985 San&Chisci
44. 1985 Gerusalemme
45. 1986 Wiederhicynow
46. 1986 Sceriffo
47. 1987 Storie di 1/2 notte
48. 1987 Pittaco
49. 1987 Una relativa ricerca dell'infinito
50. 1987 Incendio
51. 1987 Telegramma
52. 1987 Sperimenti
53. 1987 Alla sinistra del cielo
54. 1977 Waylando en el Sawoy
55. 1988 La trama de sogas (con Ricardo Massa)
56. 1989 Maledetto Gorby!
57. 1989 Werther e Wania
58. 1989 Wiwargentina
59. 1994 Giochi di massa (con R. Massa e O. De Biase)
60. 1994 Polvere di stelle sull'Alabama
61. 1994 Pupazzi, rose e vi(n)coli gai
62. 1994 L'Analista
63. 1994 Il tempo fu ritrovato così come l'aveva lasciato il maggiordomo prima di andare a nozze con la figlia del maniscalco
64. 1994 Sing Sing Sing
65. 1995 Naufragio
66. 1995 Il Rappresentante, il Rappresentato e  il Presidente
67. 1995 Gilda (con O. De Biase)
68. 1996 Amapola
69. 1997 Perfidia
70. 1998 Haci- Giugo
71. 2000 Benvenuti ad Auschtwiz!
72. 2001 La gabbia del dottor Canaris
73. 2002 Lo strano pomeriggio del dottor Burke, di Ladislav Smocek
74. 2002 Adios, nonino
75. 2002 Central Cafè
76. 2002 The golden Man
77. 2002 Karl Fax
78. 2003 Concerto per pianoforte in un Fa dimenticato
79. 2004 Pitt & Sball
80. 2007 Aspettando Margot
81. 2007 Memorie di un vecchio maiale

A cui si aggiungono numerose rappresentazioni di opere di altri autori.
Quasi tutte le opere sono state anche edite.

## Letteratura-Teatro-Cinema
- Antropologia dell'attore (Jaca Book MI)
- Antropologia dello spazio teatrale (La Fabbrica dell'Esperienza MI)
- Cine '70
- Cultura teatro e rivoluzione
- Dall'Io al Noi
- Improvvisa Azione (collana sulla comunicazione)
- La tecnica dell'attore
- Phater Theater
- Poesia '70
- Teatro '70
- Teatro '80
- Dov'è il Teatro?
- Sceneggiatura e dintorni
- Esercizi per attori
- La tecnica dell'attore
- Attori si nasce. Spettatori si siventa.
- Chisciotte si nasce. Sancio si diventa.
- La nave dei emssi (romanzo)
- Tu sai dov'è il Che? (romanzo)
- Kafka (romanzo)
- La resistibile ascesa di Ebenezer Scrooge (romanzo)
- Viaggio nella Patagonia dei Ferguson (romanzo)
- Benvenuti ad Auschwitz! (romanzo teatrale)
- L'incredibile storia del pirata Sir Francis Drake (romanzo)

## Cinema e televisione
- A stragrande minoranza (RAI 3 Doc. Comuna Baires 1980)
- Arlecchino siervo, REG&SCE di RC (TV spagnola 1966)
- El sombrero de tres picos, de Ruiz de Alarcon, regia di RC (TV spagnola 1968)
- El Aniversario, di Anton Cekov, REG&SCE di RC (TV spagnola 1967)
- Francisco y Maria (Umanitaria MI 1973)
- Washington (Umanitaria MI 1973)
- West (TV polacca 1978)
- Willaldea, di Elisabetta Crespi (doc. MI 1989)
- Water Closet (TV svedese 1978)
- Water Closet (RAI 2 1977 MI)
- Weber (TV svedese 1979)